# 肖桂昌
肖桂昌（1907年6月—1972年9月26日），广东中山县人。中华人民共和国政治人物。

## 生平
1927年1月，加入中国共产党。1927年8月至1928年5月，湖北武昌四局工会党支部宣传委员、湖北省军委交通员。1928年6月至1933年4月，中共香港市委组织部长、广东省委发行科兼交通科科长，中央支部巡视委员会书记、巡视员。1933年5月后，历任江苏省委组织部长、中央社会部委员、华南情报交通站负责人、长江局交通处二科科长。1946年1月，历任东北辽吉省省委委员、社会部长兼秘书长、省公安处长、辽北省委委员、常委、秘书长兼组织部长。1948年11月至1949年5月，任沈阳特别市委常委、秘书长兼组织部长。
中华人民共和国成立后，1949年10月，历任广州军管会秘书长、广州市委副书记。1952年11月后，历任国家轻工业部烟酒局局长、橡胶局局长。1956年，任中华人民共和国化学工业部副部长、党组成员。1964年8月后，历任中华人民共和国化学工业部副部长兼橡胶工业公司党委书记、视察室主任。1966年3月，任中共中央中南局三线建设委员会委员。1972年9月26日因病逝世，终年65岁。